# Mangostane

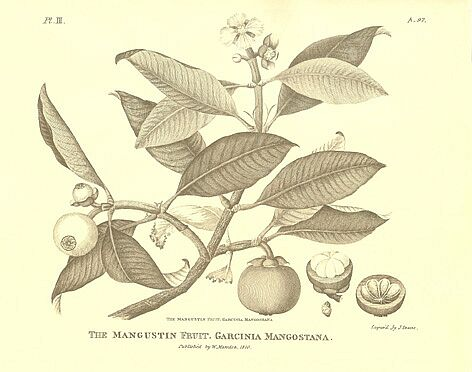
Illustration der Mangostane (Garcinia mangostana)

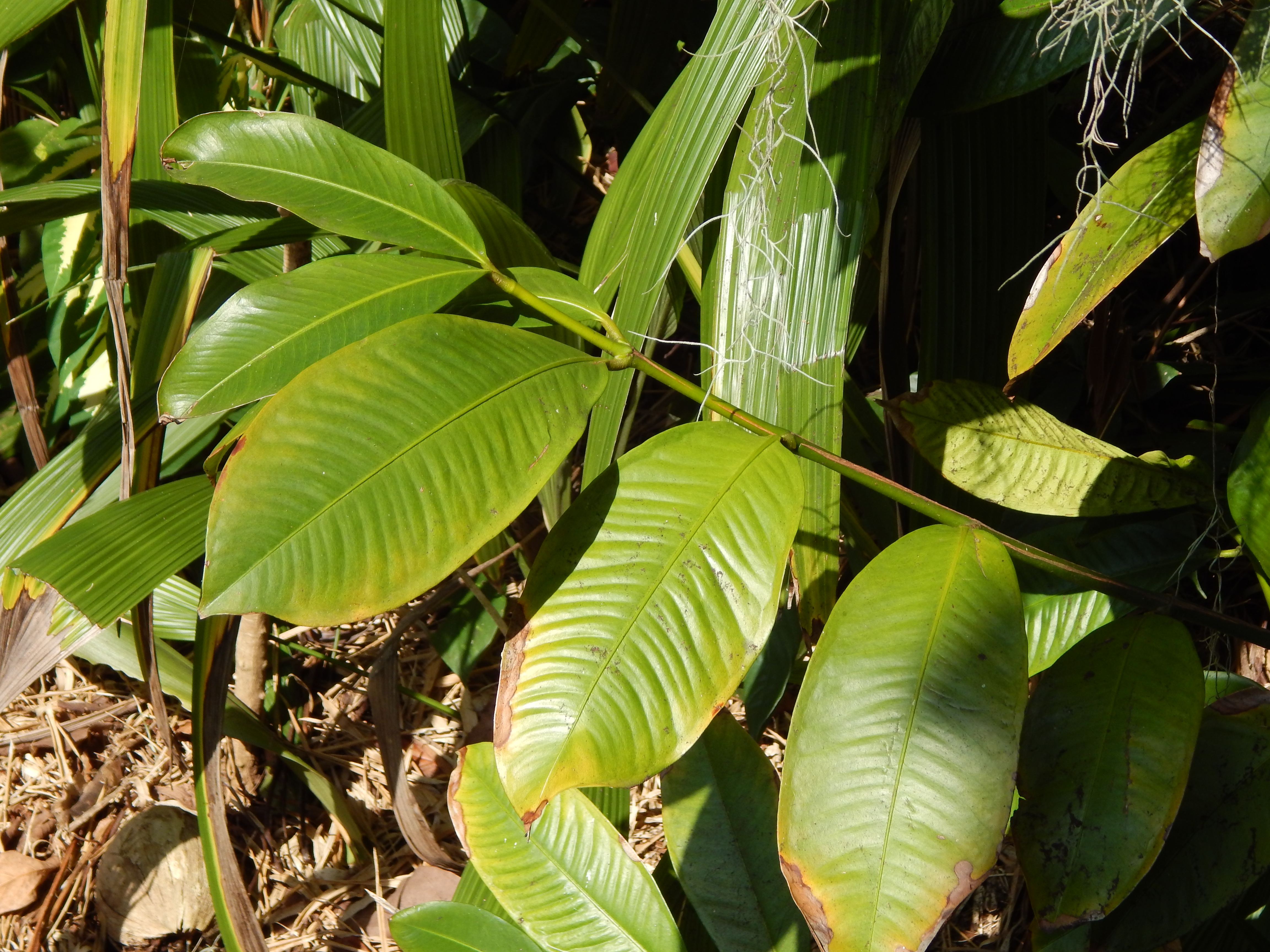
Laubblätter

Die Mangostane (Garcinia mangostana), auch Mangostan, Mangostanbaum, Mangostin oder Mangostinbaum genannt, ist eine Pflanzenart der Gattung Garcinia in der Familie der Clusiaceae. Das Wort „Mangostan“ stammt aus dem Malaiischen. Die Frucht dieses tropischen Baumes, genannt Mangostanfrucht oder nur Mangostan, ist essbar und reich an Antioxidantien.

## Beschreibung

### Erscheinungsbild und Laubblatt
Der Mangostanbaum wächst als ein immergrüner Baum, der Wuchshöhen von 7 bis 25 Metern erreicht. Der Mangostanbaum ist relativ langsamwüchsig und kann weit über 100 Jahre alt werden. Ein Keimling benötigt zwei Jahre, um eine Höhe von 30 Zentimetern zu erreichen. Die Borke ist anfangs hellgrün und glatt und später dunkelbraun und rau. Aus allen Pflanzenteilen tritt bei Verletzung gelber Milchsaft aus.
Die (kreuz)gegenständig an den Zweigen angeordneten, kahlen Laubblätter sind in Blattstiel und Blattspreite gegliedert. Der Blattstiel ist etwa zwei Zentimeter lang. Die einfache, dicke, ledrige und glänzende Blattspreite ist 14 bis 25 Zentimeter lang und 5 bis 10 Zentimeter breit. Sie ist eilanzettlich bis verkehrt-eilanzettlich oder elliptisch, lanzettlich und ganzrandig und an der Spitze abgerundet bis bespitzt oder spitz.

### Blüte
Mangostanbäume sind zweihäusig getrenntgeschlechtig (diözisch). Die funktionell eingeschlechtigen Blüten sind vierzählig mit doppelter Blütenhülle. Die weiblichen Blüten sind etwas größer als die männlichen. Es sind je vier grün-rötliche Kelch- und Kronblätter vorhanden. Die Kelchblätter sind bootförmig und rundlich, die Kronblätter sind fleischig und verkehrt-eiförmig. Die kurz gestielten, männlichen Blüten sitzen in Gruppen von zwei bis neun oder auch einzeln an den Astspitzen. Ihre vielen kurzen Staubblätter sind in vier Bündeln angeordnet und es ist ein großer Pistillode vorhanden. An 1 bis 2 Zentimeter langen Blütenstielen sitzen die weiblichen Blüten einzeln oder paarweise an den Astspitzen und weisen einen Durchmesser von 4,5 bis 5 Zentimeter auf. Sie enthalten einen oberständigen, mehrkammerigen und kugeligen Fruchtknoten, der breite Griffel ist sehr kurz, die breite, fleischige Narbenscheibe ist vier- bis achtlappig. Die weiblichen Blüten enthalten zudem vier Bündel von kleinen Staminodien mit Antheroden. Die Hauptblütezeit reicht von September bis Oktober.
Die funktionell männlichen Blüten bzw. männliche Bäume sind sehr selten, eine Befruchtung geschieht darum meist parthenokarp.

### Frucht

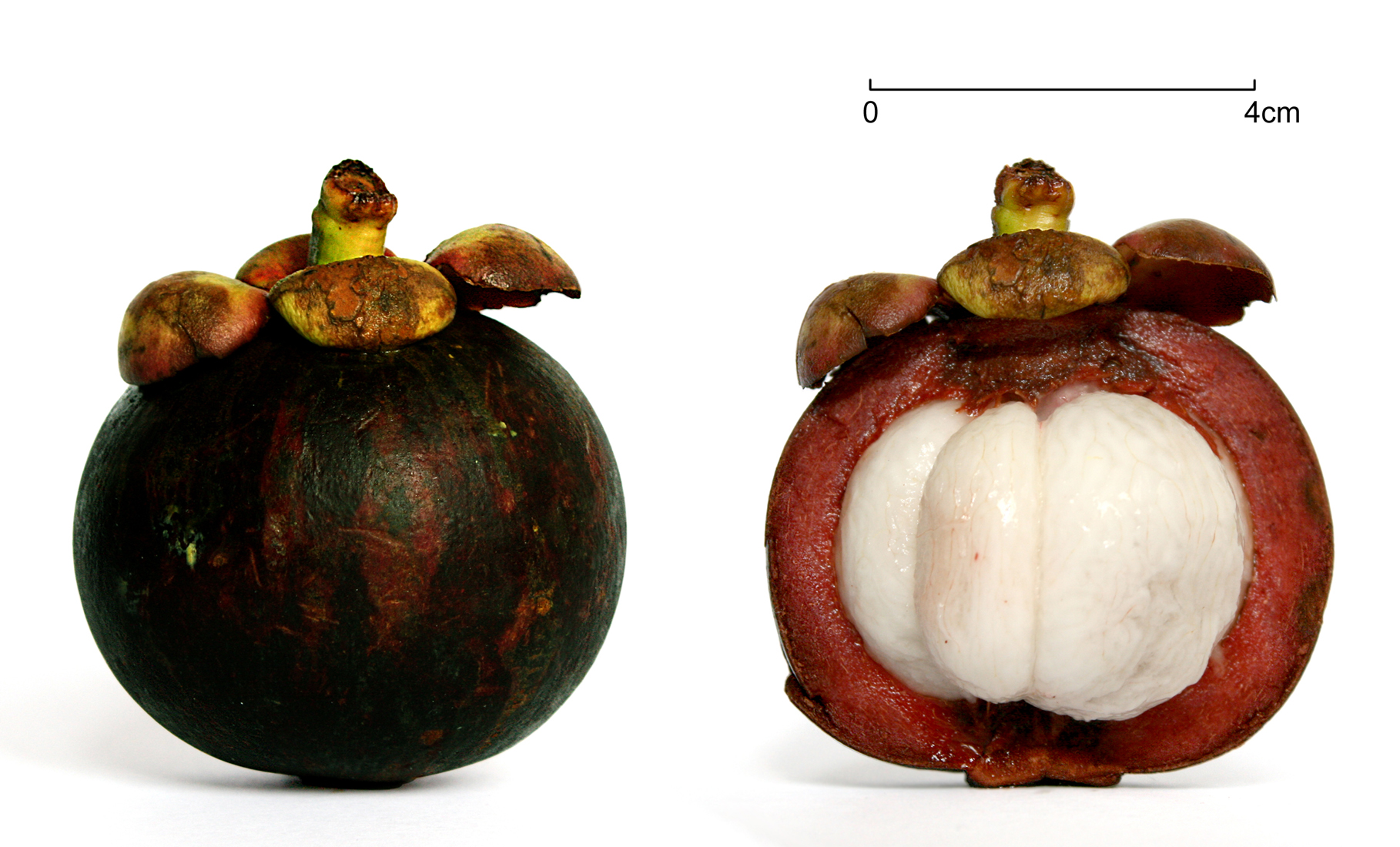
Frucht mit Kelchblättern, rechts aufgeschnittene Frucht

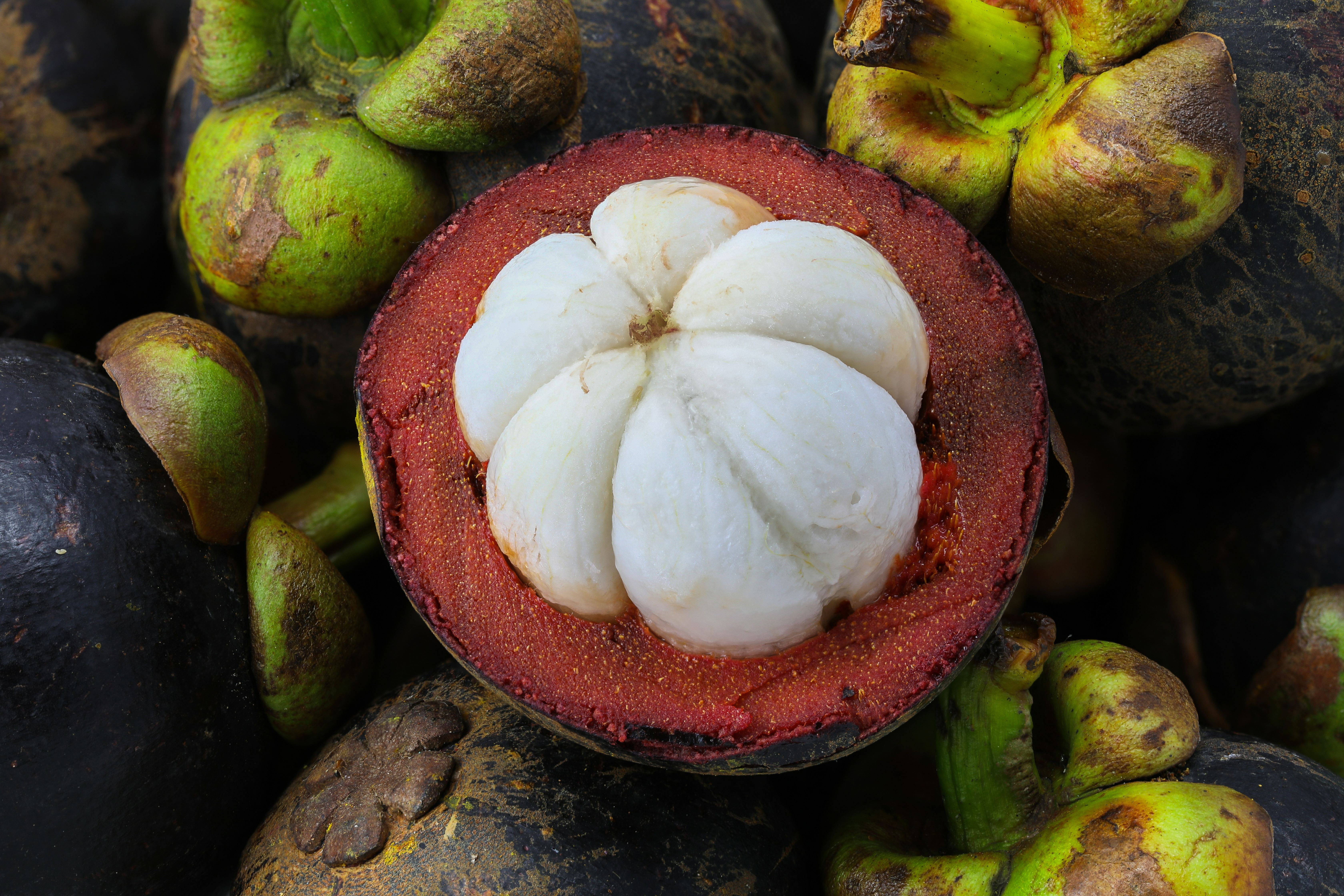
Geöffnete Frucht, man sieht die weißlichen Arilli der Samen

Die mit einem Durchmesser von 3 bis 8 Zentimeter etwa tomatengroßen, rundlichen Früchte, Beeren, sind meist zwischen November und Dezember reif. Sie weisen auf der unteren Seite vier derbe, beständige Kelchblätter auf und oben an der Spitze sind ledrige Narbenreste vorhanden. Die Schale ist relativ dünn lederartig, purpurfarben bis dunkel-purpurrot, relativ glatt, kahl und manchmal mit gelblich-braunen Flecken versehen. Die Schale und das rötliche Mesokarp, das Perikarp, sind etwa 6 bis 9 Millimeter dick. In der Frucht sitzen die einzelnen Samen, die jeweils von einem weißlichen, leicht saftigen, weichen und süßen Arillusgewebe (Pulpe, Fruchtfleisch) umhüllt sind. Die einzelnen Samen mit dem Arillus lassen sich leicht heraustrennen. Das tanninhaltige Perikarp enthält ein violettes Pigment, das als Farbstoff verwendet wurde. Die Früchte enthalten meist vier bis sechs, seltener mehr, große Samen. Die rundlichen bis elliptischen, orange-bräunlichen, etwas gefurchten Samen, ohne Arillus, sind abgeflacht und bis etwa 2 cm lang und 1,2–1,3 cm breit. Die Samen verlieren ihre Keimfähigkeit innerhalb von fünf Tagen nach dem Entfernen aus der Frucht.

### Chromosomenzahl
Die Chromosomenzahl beträgt 2n = 96.

## Verbreitung
Die Mangostan ist auf der Malaiischen Halbinsel heimisch. In den letzten 150 Jahren ist diese Art und ihre Sorten auch in andere Kontinente verbreitet worden. Dieser Baum wird heute praktisch weltweit in den Tropen kultiviert. Bedeutende Anbauländer sind Indonesien, Thailand, Sri Lanka, Vietnam, Malaysia, die Philippinen, Mittelamerika und Brasilien. Auch in Australien wurde die Mangostan eingeführt.

## Inhaltsstoffe der Mangostanfrucht
Die Mangostan bzw. Mangostanfrucht enthält Antioxidantien in hoher Konzentration. Einige der bekanntesten sind die Xanthone, Stilbene, Tannine, Katechine und Polyphenole. Mangostan hat sich, was die antioxidative Wirkung betrifft, als wirksamer als Vitamin E herausgestellt und enthält insgesamt 12 Vitamine.
Die Mangostanfrucht ist eine reiche natürliche Quelle für Xanthone. Xanthone sind teils Breitband-Antioxidantien bzw. sogenannte Superantioxidantien; sie können als effektive Entzündungshemmer agieren. Hauptträger der gesundheitlichen Wirkungen ist das Xanthon und Polyphenol Alpha-Mangostin, das vorrangig im Fruchtfleisch der Mangostanfrucht konzentriert ist.

## Nutzung
Die Mangostanfrucht wird als Obst und volksmedizinisch verwendet.

### Nutzung als Obst
Die Mangostanfrucht wird als wohlschmeckendes Obst verzehrt; die Schale ist sehr zäh und schmeckt bitter. Das Fruchtfleisch hat einen angenehm säuerlichen Geschmack, der sich zwischen Trauben, Ananas, Grapefruit und Pfirsich bewegt. Eine Mangostanfrucht enthält bis zu 5 g Ballaststoffe. Aus der gesamten Frucht wird meist ein Püree hergestellt – in ähnlicher Form werden auch Orangen samt Schale zu Orangenmarmelade verarbeitet.
Die in einigen Früchten vorhandenen Kerne gelten eigentlich als ungenießbar, werden allerdings von manchen Menschen zum Verzehr gekocht oder geröstet.

### Volksmedizinische und gesundheitsbezogene Verwendung
In der Volksmedizin wird besonders die Schale der Mangostanfrucht verwendet. Überliefert sind Tees, die aus der Schale gewonnen werden. Grund für diese lange überlieferte Praktik ist, dass die Schale der Mangostan-Frucht eine der reichhaltigsten Quellen von bioaktiven Polyphenolen (sekundäre Pflanzenstoffe) in Form von so genannten Xanthonen ist, denen antioxidative Eigenschaften zugeschrieben werden.
Unter anderem die Verbraucherzentrale Berlin und das Bundesforschungsinstitut für Ernährung und Lebensmittel in Karlsruhe weisen darauf hin, dass „Mangostane keine Wunderpflanze ist, sondern vergleichbar mit Tomaten, Karotten, […]“. Demnach seien die hohen Preise für reinen Mangostane-Saft sowie für Mischungen mit anderen Fruchtsäften allenfalls durch den weiten Transport gerechtfertigt.

#### Traditionelle ethnische Volksheilkunde
In der traditionellen Volksheilkunde Thailands, Malaysias, der Philippinen, Vietnams, Indiens und Chinas werden die Heilwirkungen der Mangostanfrucht (aufgrund ihrer Reichhaltigkeit an sekundären Pflanzenstoffen wie Xanthone, Antioxidantien, Polyphenole und Vitalstoffen) seit Generationen für die Gesundheit genutzt. So wird die Mangostan-Frucht zur antibiotischen und antiparasitischen Behandlung bei Wunden, Tuberkulose, Malaria und anderen Infektionen eingesetzt. Ebenso ist in Asien seit langem bekannt, dass die Mangostan-Frucht hoch wirksame entzündungs- und schmerzhemmende Eigenschaften besitzt und bei Hautausschlägen, Ekzemen und verschiedenen Hautkrankheiten verwendet wird. Überliefert ist die traditionelle Verwendung der Mangostan bei Mundfäule (Entzündung der Mundschleimhaut), bei Katarrhen (Entzündungen von Nase, Hals und Rachen), Blasenentzündungen, Darmproblemen und Durchfall.
Im karibischen Raum wird ein Tee aus der Mangostanfrucht als Stärkungsmittel gegen Ermüdung und Unwohlsein genutzt. Brasilianer benutzen einen ähnlichen Tee als Verdauungshilfe. Auf den Philippinen wird ein Fruchtextrakt eingesetzt, um Fieber zu senken. Ebenso werden dort aufgeschnittene Mangostanfrüchte traditionell gegen Bauchschmerzen verwendet, indem man sie auf der schmerzenden Stelle verreibt.

#### Wirkungen
In-vitro-Studien haben folgende Wirkungen der natürlichen Xanthone in der Mangostanfrucht gezeigt: entzündungshemmend, antimikrobiell antifungal, antiviral, anti-SCLC (Lungenkrebs), tumorhemmend, geschwürhemmend, vor Leberschäden schützend, anti-rhinoviral und allergiehemmend.
In den 1980er Jahren wurde eine antimikrobielle Wirkung der Mangostan-Xanthone festgestellt. Die antimikrobielle Forschung wurde bis in die 1990er und 2000er fortgeführt. Dabei hat sich gezeigt, dass die Xanthone der Mangostane sowohl Bakterien (darunter antibiotikaresistente Staphylokokken) als auch Viren (wie etwa HIV-1) blockierten. In zwei weiteren Studien bewiesen Forscher, dass die Xanthone der Mangostan das Wachstum von sechs verschiedenen krankheitserregenden Pilzen verhinderten.
Die Xanthone der Mangostanfrucht gelten auch als wichtige natürliche Antioxidantien. Die entzündungshemmenden Eigenschaften der in der Mangostanpflanze natürlich vorkommenden Xanthone sind bedeutend: eine Studie aus dem Jahr 2002 zeigte, dass das Xanthonderivat Gamma-Mangostin einen stark wirksamen COX-Hemmer darstellt. Die COX haben eine zentrale Funktion in der Regulation von Entzündungsgeschehen (Entzündungen, Schmerzen, Fieber).
In einer im August 2009 veröffentlichten, placebo-kontrollierten Doppelblindstudie wurde die Wirkung von Mangostan auf die menschliche Immunfunktion untersucht. Sie erbrachte, dass die Einnahme eines mangostanhaltigen Vitamin- und Mineralstoffpräparates eine signifikant verbesserte immunologische Abwehrreaktion der Probanden bewirkte.
In einer im Dezember 2011 veröffentlichten Studie wurde die Wirkung von Xanthonen der Mangostan-Frucht in der chemopräventiven Krebsbehandlung untersucht. Ein belastbares Resultat konnte aber nicht erreicht werden.
Ein schwerwiegendes Ereignis wurde im Zusammenhang mit Mangostansaft berichtet, das in Form einer starken Übersäuerung des Blutes (Laktatazidose) bei einem Konsumenten nach der täglichen Einnahme zwecks Nahrungsergänzung auftrat. Ein ursächlicher Zusammenhang konnte nicht hergestellt werden.

## Anbau
Großflächiger Anbau der Mangostane findet grundsätzlich nur zwischen dem nördlichen und südlichen 20. Breitengrad statt; der Baum ist extrem klimaempfindlich und toleriert keine Temperaturen unter 4 °C und über 38 °C. Alle Versuche, Mangostanbäume jenseits des 20. Breitengrades anzupflanzen, sind fehlgeschlagen.
Die erste Ernte kann etwa sieben bis neun Jahre nach der Pflanzung erfolgen; die besten Ernten werden 10 bis 20 Jahre nach der Pflanzung erzielt. Die durchschnittliche Ausbeute eines ausgewachsenen Baumes beträgt etwa 500 Früchte, an besonders ertragreichen Exemplaren können es aber auch bis zu 5000 Früchte sein. Manche Bäume tragen bis zu 100 Jahre lang Früchte. Der Mangostanbaum ist einer der wenigen Bäume, die im Kulturanbau keine Schädlingsbekämpfungsmittel benötigen. Die Mangostanfrucht muss von Hand geerntet werden; die Früchte werden ganzjährig geerntet.